# Simon Karlén
Simon Karlén, född 2 juni 1994, är en svensk friidrottare (tresteg och längdhopp).
Simon tävlar för IF Göta och är bror till friidrottaren Kaiza Karlén. 

## Personliga rekord
| Utomhus - Längdhopp – 7,47 (Göteborg 2 juli 2010 - Längdhopp – 7,34 (Lille, Frankrike 7 juli 2011 - Tresteg – 15,95 (Barcelona, Spanien 13 juli 2012 - Tresteg – 16,17 (medvind 4,4 m/s) (Helsingborg 27 augusti 2017 - Kula – 15,48 (Vellinge 28 augusti 2011 - Diskus – 39,06 (Växjö 8 september 2018 - Slägga – 34,82 (Växjö 8 september 2018 - Spjut – 46,76 (Växjö 8 september 2018 | Inomhus - Längdhopp – 7,35 (Göteborg 13 februari 2010) - Tresteg – 15,94 (Steinkjer, Norge 11 februari 2012) |

### Fotnoter
1. ↑  ”Tävlingsårsskiftesövergångar 15 november 2012”. 24 oktober 2012. Arkiverad från originalet den 17 juni 2017. https://web.archive.org/web/20170617203727/http://www.friidrott.se/forbundsinfo/overgangar/arsskifte1213.aspx. Läst 14 oktober 2017.
2. ↑  ”Stora SM 2014, dag 3” (htm). trackandfield.se. http://www.trackandfield.se/resultat/2014/140803.htm. Läst 21 oktober 2014.
3. ↑  ”Stora SM 2017”. Arkiverad från originalet den 2 oktober 2017. https://archive.today/20171002101026/http://www.trackandfield.se/resultat/2017/170825_27.htm. Läst 1 oktober 2017.
4. 1 2 3 4 5 6 7 8 9 10  ”Personsida på IAAF:s webbplats” (på engelska). iaaf.org. https://www.iaaf.org/athletes/sweden/simon-karlen-256454. Läst 7 oktober 2018.
5. ↑  Sundler, Bengt (15 december 2016). ”Ska nå längre med hjälp av Sagnia”. NWT. https://www.nwt.se/2016/12/15/ska-na-langre-med-hjalp-av-sagnia/. Läst 15 augusti 2022.
6. 1 2 3 4  ”Personsida på European Athletics' webbplats” (på engelska). european-athletics.org. http://www.european-athletics.org/athletes/group=k/athlete=151147-karlen-simon/index.html. Läst 7 oktober 2018.